# Antonio Moral
Antonio Moral Rubio (Puebla de Almenara, 1956) es un gestor cultural español. Ha sido director del Festival Internacional de Música y Danza de Granada desde diciembre de 2019 hasta diciembre de 2024.
Tras fundar y dirigir la revista Scherzo en 1985, Antonio Moral ha creado festivales y ciclos de conciertos como los Festivales Mozart de Madrid y La Coruña, el Ciclo de Lied en el Teatro de la Zarzuela (1994-2024), o el Liceo de Cámara en el Auditorio Nacional de Música de Madrid (director en dos períodos: 1992-2006 y 2012-2018). En 1996 fundó –y dirigió hasta 2006– el Ciclo de Grandes Intérpretes, promovido por Scherzo en el Auditorio Nacional de Música de Madrid. En el marco del Centro Nacional de Difusión Musical (CNDM), que dirigió desde su fundación en 2010 hasta 2018, impulsó la creación de varios proyectos musicales con sede en el Auditorio Nacional, tales como los ciclos Universo Barroco, en sus vertientes camerística y sinfónica; el ciclo Fronteras, donde se fusionan los distintos géneros musicales; los ciclos de Jazz y Flamenco; y el ciclo Bach Vermut. Ha sido director artístico de la Semana de Música Religiosa de Cuenca (2001-2006) y del Teatro Real de Madrid (2005-2010). Tras dejar la dirección del Festival de Granada, actualmente es director del Programa de Música del Círculo de Bellas Artes de Madrid y del Festival Atrium Musicae de la Fundación Atrio Cáceres.

## Actividad
Tras abandonar los estudios de medicina, ejercer como Auxiliar Técnico Sanitario (ATS), y colaborar en diversos medios periodísticos, funda la revista musical Scherzo, de la que fue su primer director desde 1985 hasta 2001. Director de la Fundación Scherzo desde 2001 a 2005. Desde 1986 hasta 2005 se responsabilizó de la organización de los conciertos promovidos por Scherzo y de la dirección artística del Ciclo de Grandes Intérpretes en el Auditorio Nacional de Música de Madrid y del Ciclo de Jóvenes Intérpretes (2002-2005).
De 1984 a 1991 ejerció la crítica musical en los diarios madrileños Liberación, La Tarde y El Independiente, en su doble etapa como semanario y diario, y ha colaborado en diversos medios musicales españoles y extranjeros.
Fue fundador y director del Festival Mozart de Madrid, desde su creación en 1988 hasta su desaparición en 1997. En 1998 la Alcaldía de La Coruña le encargó la creación de un nuevo Festival Mozart, del que fue su responsable artístico hasta 2002.
En 1990 le fue encomendado el diseño y la puesta en marcha del Programa de Música de la Fundación Caja Madrid, entidad de la que fue asesor musical y responsable artístico hasta agosto de 2005. Además de coordinar y organizar una media de doscientos conciertos anuales en el marco de esta fundación, dirigió artísticamente el ciclo sinfónico (1991-1994) y dos de los ciclos musicales más reputados de Madrid: el Liceo de Cámara, que tiene lugar en el Auditorio Nacional de Música, y el Ciclo de Lied, que se celebra en el Teatro de la Zarzuela.
De 2001 a 2006 fue director artístico de la Semana de Música Religiosa de Cuenca.
Desde septiembre de 2005 hasta agosto de 2010 fue director artístico del Teatro Real de Madrid. Durante este periodo en el Teatro Real de Madrid se programaron un total de 81 títulos distintos, de los que 46 fueron novedad en el coliseo madrileño. Hubo 37 nuevas producciones, con diez estrenos en España y tres estrenos mundiales. La media de espectáculos anuales fue de 214, con un 95% de ocupación en las tres últimas temporadas, alcanzándose las cifras récord de 232 espectáculos en la temporada 2008/09 con un total de 301.357 espectadores. En la temporada 2007/08 el Teatro Real alcanzó el mayor número de abonados de su historia sumando un total de 28.110.
Durante su etapa diversas producciones y artistas recibieron premios por su trabajo en el Teatro Real: Robert Carsen, director de escena Premio Lírico Teatro Campoamor por Diálogo de carmelitas de F. Poulenc en 2006; Giancarlo del Monaco, director de escena Premio Lírico Teatro Campoamor por Cavalleria Rusticana de Pietro Mascagni e I Pagliacci de R. Leoncavallo en 2007; Krzysztof Warlikowski, director de escena Premio Lírico Teatro Campoamor por Vec Makropulos de L. Janácek en 2008; Jiri Belohlavek, director musical Premio Lírico Teatro Campoamor por Katia Kabanova de L. Janácek en 2008, Premio Lírico Teatro Campoamor a la mejor nueva producción Death in Venice de Britten, coproducción de Gran Teatro del Liceu de Barcelona y Teatro Real de Madrid 2008; José Bros, tenor Premio Lírico Teatro Campoamor por Don Octavio en Don Giovanni de Mozart en 2005; Carlos Chausson, barítono Premio Lírico Teatro Campoamor por Ferramondo en “Il burbero di buon cuore” de Martín y Soler en 2007; Leo Nucci, barítono Premio Lírico Teatro Campoamor por Rigoletto en Rigoletto de Verdi en 2009; la grabación en DVD de Katia Kavanoba de 2008 obtuvo el Grammophon Award, el Diapason d'Or y el premio de la Crítica Checa.
En julio de 2010 creó por encargo del Ministerio de Cultura el Centro Nacional de Difusión Musical (CNDM), organismo dependiente del INAEM que gestiona artísticamente el Auditorio Nacional de Música y el Auditorio 400 del Museo Nacional Centro de Arte Reina Sofía, entre otras actividades. El CNDM fue el resultado de la fusión en una única unidad de producción artística de los antiguos centros para la Difusión de la Música Contemporánea (CDMC), de las Artes Escénicas y las Músicas Históricas de la ciudad de León y la dirección artística del Auditorio Nacional de Música de Madrid. La actividad del CNDM se estructura desde su creación en los siguientes ciclos:
Ciclos Conmemorativos, Universo Barroco, Series 20/21 (Museo Reina Sofía), Fronteras, Liceo de Cámara XXI, Andalucía Flamenca, Jazz en el Auditorio, Bach Vermut, Ciclo de Lied, Músicas Históricas de León, Circuitos por diversas regiones españolas y europeas y un importante proyecto educativo. En una entrevista concedida al diario El País el 17 de abril de 2018, expresó su intención de abandonar la dirección del CNDM al finalizar su contrato. El 30 de septiembre de 2018 abandonó su cargo de director del CNDM.
Durante el verano de 2019 dirigió la actividad musical de la Universidad Internacional Menéndez Pelayo (UIMP) en su sede estival de Santander.
En diciembre de 2019, fue nombrado por el consejo rector del Festival de Música y Danza de Granada como nuevo director del mismo. Tras realizar cinco ediciones (2020-2024), renuncia a la renovación de su contrato en julio de 2024.
Desde 2019 dirige el Programa de Música del Círculo de Bellas Artes de Madrid donde ha impulsado un nuevo ciclo musical: "Círculo de Cámara". 
Desde enero de 2023 dirige en Cáceres el nuevo festival Atrium Musicae, impulsado por la Fundación Átrio Cáceres.
| Predecesor: -                  | Director de la revista Scherzo 1985-2001                      | Sucesor: Tomás Martín de Vidales               |
| Predecesor: -                  | Director del Festival Mozart de La Coruña 1998-2002           | Sucesor: Alberto Zedda                         |
| Predecesor: Ignacio Yepes      | Director de la Semana de Música Religiosa de Cuenca 2001-2006 | Sucesora: Pilar Tomás                          |
| Predecesor: Emilio Sagi        | Director artístico del Teatro Real de Madrid 2005-2010        | Sucesor: Gerard Mortier                        |
| Predecesor: -                  | Director del CNDM 2010-2018                                   | Sucesor: Francisco Lorenzo Fraile de Monterola |
| Predecesor: Pablo Heras Casado | Director del Festival de Música y Danza de Granada 2019-2024  | Sucesor: Paolo Pinamonti                       |

## Como jurado
Desde 1998 hasta 2003 fue miembro del Comité Internacional del Concurso Internacional de Piano Umberto Micheli de Milán (Italia), impulsado por Maurizio Pollini, Pierre Boulez y Luciano Berio.
En 2005 entró a formar parte del jurado, hasta 2013, del prestigioso concurso de canto Operalia, con sede en París, y cuya presidencia ostenta el tenor español Plácido Domingo.
En septiembre de 2016 fue jurado del I Concurso Internacional de Ópera "Mozart" de Granada, organizado por la Orquesta de Granada en colaboración con el Festival Internacional de Música y Danza de Granada.
En 2015 y 2017 formó parte del jurado del Concurso International de piano Clara Haskil en Vevey (Suiza) invitado por Christian Zacharias.
En diciembre de 2017 formó parte del jurado de la primera edición del Maestro Solti International Conducting Competition que tuvo lugar en Budapest y Pech, invitado por Peter Eötvös.

## Reconocimientos y distinciones
- 2006: Medalla de Honor del Ayuntamiento de Cuenca por su labor al frente de la Semana de Música Religiosa (2000–2006).
- 2011: Nominación como Personaje Cultural del año por su reconocida contribución a la conservación y difusión del patrimonio musical español y su programación en enclaves históricos, por la Asociación para el Desarrollo Integral de los Municipios de La Mancha Alta conquense (ADIMMAC).
- 2017: Premio anual de la Fundación Excelentia por su dedicación profesional al servicio de la música.
- 2017: Embajador del Octavo Centenario de la Universidad de Salamanca, en reconocimiento a su relevante contribución a la promoción internacional de la música y apoyo en la organización de los actos conmemorativos de esta efeméride.[7]
- 2018: Oficial de la Ordre des Arts et des Lettres, de la República Francesa, a propuesta del Ministerio de Cultura galo.[8]
- 2018: Socio de Honor de la Sociedad Filarmónica de Badajoz.[9]
- 2020. “Héroe cultural del año” nominado por el diario El Ideal de Granada por su audaz labor para llevar a cabo el Festival de Granada, el primero que tuvo lugar en Europa, durante la pandemia sanitaria de la Covid-2019.
- 2024. Premio Prestigio Turístico, otorgado por el Ayuntamiento de Granada en el que se reconocía su “extraordinaria labor” en la modernización, difusión e internacionalización del Festival de Granada durante el periodo 2020-2024.